# Wolha Sudarawa
Wolha Sudarawa, biał. Вольга Сударава (z domu Siarhiejenka, [Сяргеенка], ur. 22 lutego 1984 w Homlu) – białoruska lekkoatletka specjalizująca się w skoku w dal, trzykrotna uczestniczka letnich igrzysk olimpijskich (Pekin 2008, Londyn 2012, Rio de Janeiro 2016).

## Sukcesy sportowe
- dwukrotna mistrzyni Białorusi w skoku w dal – 2008[1], 2011[2]
- brązowa medalistka mistrzostw Białorusi w skoku w dal – 2007[3]
- halowa mistrzyni Białorusi w skoku w dal – 2013[4]
- dwukrotna halowa wicemistrzyni Białorusi w skoku w dal – 2005[5], 2012[6]
- brązowa medalistka halowych mistrzostw Białorusi w skoku w dal – 2008[7]

| Rok  | Miasto   | Zawody             | Konkurencja | Wynik         |
| ---- | -------- | ------------------ | ----------- | ------------- |
| 2007 | Bangkok  | Uniwersjada        | skok w dal  | 11. miejsce   |
| 2012 | Helsinki | Mistrzostwa Europy | skok w dal  | srebrny medal |
| 2013 | Moskwa   | Mistrzostwa świata | skok w dal  | 4. miejsce    |
| 2014 | Zurych   | Mistrzostwa Europy | skok w dal  | 11. miejsce   |

## Rekordy życiowe
- skok w dal – 6,86 – Czeboksary 21/06/2015
- skok w dal (hala) – 6,73 – Homel 27/01/2012